# Антимово (Видинська область)
Анти́мово (болг. Антимово) — село у Видинській області Болгарії. Входить до складу общини Видин.

## Населення
За даними перепису населення 2011 року у селі проживали 556 осіб.
Національний склад населення села:
| Національність   | Кількість осіб | Відсоток |
| ---------------- | -------------- | -------- |
| болгари          | 532            | 97,1%    |
| цигани           | 4              | 0,7%     |
| турки            | 0              | 0%       |
| інша             | 9              | 1,6%     |
| не визначились   | 3              | 0,5%     |
| Всього відповіли | 548            |          |

Розподіл населення за віком у 2011 році:
Динаміка населення: